# Lac Castelnau
Lac Castelnau är en sjö i Kanada.   Den ligger i regionen Côte-Nord och provinsen Québec, i den östra delen av landet, 700 km nordost om huvudstaden Ottawa. Lac Castelnau ligger 127 meter över havet. Arean är 3,5 kvadratkilometer. Den sträcker sig 3,7 kilometer i nord-sydlig riktning, och 2,4 kilometer i öst-västlig riktning.
I omgivningarna runt Lac Castelnau växer i huvudsak barrskog. Runt Lac Castelnau är det ganska tätbefolkat, med 60 invånare per kvadratkilometer.